# John Pinone
John Gabriel Pinone jr. (Hartford, 19 febbraio 1961) è un ex cestista statunitense, professionista nella NBA e in Spagna.

## Carriera
Venne selezionato dagli Atlanta Hawks al terzo giro del Draft NBA 1983 (58ª scelta assoluta).
Con gli Stati Uniti disputò i Campionati mondiali del 1982.

## Palmarès

### Squadra
- Copa del Rey: 1

Estudiantes Madrid: 1992
- Copa Príncipe de Asturias: 1

Estudiantes Madrid: 1986

### Individuale
- NCAA AP All-America Third Team (1983)
- MVP Coppa del Re: 1

Estudiantes Madrid: 1992